# Roupov
Roupov település Csehországban, a Dél-plzeňi járásban. Roupov Lužany, Otěšice, Bolkov, Biřkov, Vřeskovice és Soběkury településekkel határos. Lakosainak száma 277 fő (2024. január 1.).

## Népesség
A település lakosságának változását az alábbi diagram mutatja:
| Lakosok száma | 536  | 569  | 584  | 421  | 319  | 257  | 253  | 256  | 271  | 277  |
|               | 1869 | 1900 | 1921 | 1961 | 1980 | 2011 | 2016 | 2019 | 2021 | 2024 |